# 三原村
三原村（みはらむら）は、高知県南西部に位置する村。四国地方最南端かつ最西端の村である。幡多郡に属している。

## 地理
四万十市、宿毛市、土佐清水市の3市に隣接しているが、周囲は山地で、居住地は平均標高120-160メートル前後の山岳性台地となっている。

### 地形

#### 山地
主な山
- 今ノ山

#### 河川
主な川
- 市野瀬川
- 伊与野川
- 長谷川

### 人口
| |                                        |  |
| 三原村と全国の年齢別人口分布（2005年） | 三原村の年齢・男女別人口分布（2005年） |  |
| ■紫色 ― 三原村 ■緑色 ― 日本全国 | ■青色 ― 男性 ■赤色 ― 女性              |  |
| 三原村（に相当する地域）の人口の推移 \| 1970年（昭和45年） \| 2,427人 \| \| \| 1975年（昭和50年） \| 2,300人 \| \| \| 1980年（昭和55年） \| 2,195人 \| \| \| 1985年（昭和60年） \| 2,156人 \| \| \| 1990年（平成2年） \| 2,005人 \| \| \| 1995年（平成7年） \| 1,986人 \| \| \| 2000年（平成12年） \| 1,871人 \| \| \| 2005年（平成17年） \| 1,808人 \| \| \| 2010年（平成22年） \| 1,681人 \| \| \| 2015年（平成27年） \| 1,574人 \| \| \| 2020年（令和2年） \| 1,437人 \| \| |                                        |  |
| 総務省統計局 国勢調査より |                                        |  |
| 1970年（昭和45年） | 2,427人                                |  |
| 1975年（昭和50年） | 2,300人                                |  |
| 1980年（昭和55年） | 2,195人                                |  |
| 1985年（昭和60年） | 2,156人                                |  |
| 1990年（平成2年） | 2,005人                                |  |
| 1995年（平成7年） | 1,986人                                |  |
| 2000年（平成12年） | 1,871人                                |  |
| 2005年（平成17年） | 1,808人                                |  |
| 2010年（平成22年） | 1,681人                                |  |
| 2015年（平成27年） | 1,574人                                |  |
| 2020年（令和2年） | 1,437人                                |  |

### 隣接自治体
高知県
- 四万十市
- 宿毛市
- 土佐清水市

## 歴史

### 沿革
明治
- 1889年（明治22年）4月1日 - 町村制施行により、来栖野村、上長谷村、下長谷村、成山村、芳井村、狼内村、宮ノ川村、皆尾村、柚ノ木村、広野村、亀ノ川村、下切村が合併して三原村が成立。
- 1982年（昭和57年）- 下長谷の一部から、大字上下長谷が成立。

### 主な出来事
- 2024年（令和6年）8月8日 - 南海トラフ地震臨時情報が初めて発出[2]。村の独自判断で避難所が設置された[3]。

## 政治

### 行政

#### 村長
- 村長：田野正利（2013年12月25日 - ）

## 施設

### 警察
- 宿毛警察署三原駐在所

### 消防
- 幡多西部消防組合三原分署

### 医療
村立
- 三原村国保診療所

## 教育

### 中学校
村立
- 三原村立三原中学校

### 小学校
村立
- 三原村立三原小学校

### 幼児教育

#### 保育園
村立
- 三原村立三原保育園

## 交通
- 村内に鉄道は通っていない。村の北にある四万十市・宿毛市内を通る土佐くろしお鉄道宿毛線の各駅が当村に近い。最寄り特急停車駅は平田駅。同駅から路線バスが出ている。
- 空港は高知龍馬空港および松山空港から150 km程度離れている。空港に直通する公共交通機関はない。

### 路線バス
民間路線バスはなく、村営の三原バスが運行する。定時定路線形態で東便・西便・南便・北便の4路線が運行されており、このうち北便は宿毛市平田地域と三原村内を結んでおり、村内と村外を結ぶ唯一の公共交通機関となっている。区域運行（デマンド運行）もある。
- 幡多けんみん病院 - 筒井病院前 - 平田駅 - 黒川 - 船ヶ峠 - 三原村役場 - 三原バスセンター
- ※上記のほか村役場・村中心部と集落を結ぶ村内路線がある

### 道路
- 村内にはいかなる形態の高速道路も通っていない。最寄りインターチェンジは中村宿毛道路間ICもしくは平田IC。また国道も通っていない。

#### 県道
- 高知県道21号土佐清水宿毛線
- 高知県道46号中村宿毛線
- 高知県道346号中村下ノ加江線

## 観光

### 名所・旧跡
主な寺院
- 法泉寺
- 真念石

主な神社
- 御霊神社

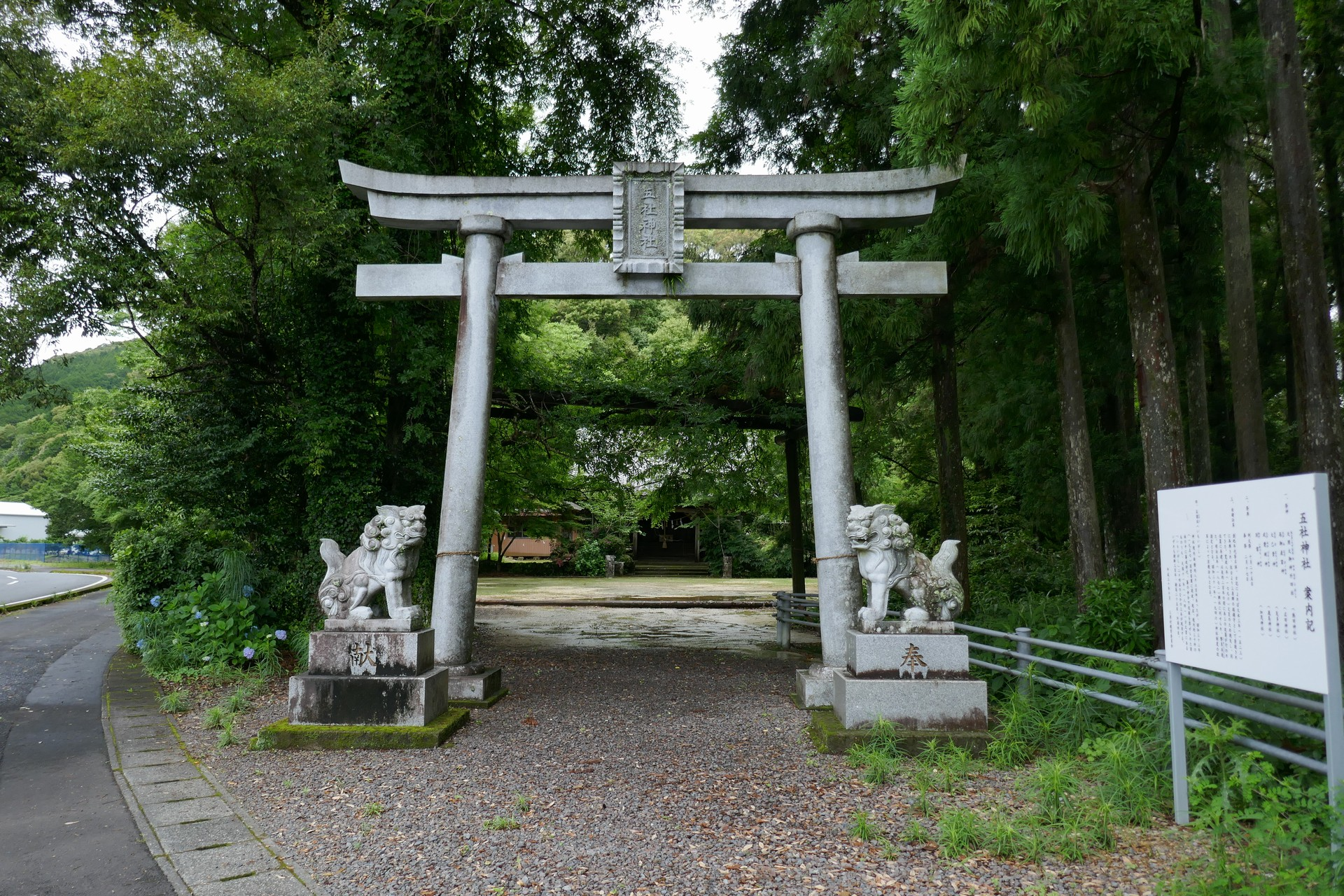
五社神社

- 五社神社 - 天照大御神等の5神が祀られている
- 猫神様
- 愛宕神社

### 観光スポット
- 山の神大ユスの古木
- 星ヶ丘公園（ヒメノボタンの里）：四国八十八景38番に選定。スイレンやオニバスの池や四季折々の山野草を大自然の中で感じる空間
- 今ノ山
- 四万十かいどう

集落活動センター
- 三原村集落活動センターやまびこ[5]

## 文化・名物

### 祭事・催事
- つつじ祭り
- 清流まつり
- みはら祭り
- 太刀踊り
- どぶろく・農林健康文化祭

### 名産・特産
- どぶろく
- 土佐硯
- みはら米
- お茶

## 出身・関連著名人

### 政治家
- 武内則男（衆議院議員）

### 文化人
- 野町和嘉（写真家）